# Intervention (Buffy the Vampire Slayer)
Intervention (Intervención en España) es el decimoctavo episodio de la quinta temporada de Buffy the Vampire Slayer.

## Argumento
Giles le pregunta a Buffy qué tal sobrelleva la muerte de su madre y ella responde que mejor y que está tratando de regresar de nuevo a su rutina. Él le sugiere continuar con su entrenamiento, pero Buffy tiene miedo de que con tantas cacerías pierda su habilidad de amar. El Vigilante le explica que hay un lugar sagrado en el desierto donde Buffy puede conseguir algunas respuestas.
Mientras tanto, Spike recoge en casa de Warren a su Buffy robot. Glory envía a sus sirvientes a investigar quién es nuevo y especial en la vida de la cazadora. Al día siguiente, Giles y Buffy van al desierto. Él comienza el ritual y Buffy se encuentra paseando con la primera Cazadora, que con voz clara y firme le dice a Buffy que está llena de amor, pero también que la muerte es su regalo. Luego desaparece.
Dawn está con Anya y Xander. Tara hace un hechizo de protección, pero no está segura de que funcione tan bien como si lo hubiera hecho Willow. Mientras hablan, los sirvientes de Glory les espían. Otro sirviente observa a Willow dejando el campus. Spike y su Buffy robot están divirtiéndose en la cripta. El robot decide que es la cazadora de ir a cazar mientras Spike duerme y en el cementerio se tropieza con Xander y Anya. Spike aparece y trata de detener disimuladamente la actitud cariñosa del robot delante de la pareja. Tras una pelea con unos cuantos vampiros, la Buffy robot convence a la pareja para que se marche. Xander, desconcertado de que Buffy no le ha preguntado por Dawn, decide regresar y ve a Spike haciendo el amor con la Buffy robot. Los sirvientes de Glory también observan la escena.
Xander y Anya cuentan a las brujas lo que acaban de ver. Éstas, sorprendidas, achacan el comportamiento de Buffy a la reciente muerte de su madre. Xander va a la guarida de Spike, pero aparecen los sirvientes de Glory y se llevan a Spike. Glory sabe que es un vampiro y no puede ser la Llave porque es impuro, pero de todas formas lo tortura para averiguar dónde está la Llave. Cuando Buffy robot descubre que Spike no está, va a buscar la ayuda de la pandilla. Todos ellos van a casa de Buffy. El robot sube a arreglarse, la auténtica Buffy aparece en ese momento y todos se quedan sorprendidos.
La Buffy robot reaparece y entonces advierten lo ocurrido y temen que Spike revele a Glory que Dawn es la Llave, por lo que deciden ir en su busca no para salvarlo sino con la intención de matarlo ya que puede ser un peligro potencial del secreto de Dawn. La pandilla va al lugar donde Buffy mató a la serpiente gigante. Spike logra escapar, huyendo por el hueco del ascensor, pero se encuentra con los siervos de Glory. Llega la pandilla y el vampiro obtiene el tiempo necesario para escapar.
Spike, destrozado físicamente, recibe la visita de la Buffy robot, que le pregunta si le dijo a Glory lo de Dawn, pero él contesta que no, que preferiría morir antes de ver a Buffy sufriendo por Dawn. La Buffy robot le da un beso en los labios y entonces Spike se da cuenta de que es la auténtica Buffy, quien le dice que no olvidará lo que ha hecho por Dawn y por ella.

## Reparto

### Personajes principales
- Sarah Michelle Gellar como Buffy Summers.
- Nicholas Brendon como Xander Harris.
- Alyson Hannigan como Willow Rosenberg.
- Emma Caulfield como Anya Jenkins.
- Michelle Trachtenberg como Dawn Summers.
- James Marsters como Spike.
- Anthony Stewart Head como Rupert Giles.

### Apariciones especiales
- Amber Benson como Tara Maclay.
- Clare Kramer como Glory.
- Adam Busch como Warren.
- Troy T. Blendell como Jinx.

### Personajes secundarios
- Sharon Ferguson como Primera Cazadora.
- Todd Duffey como Murk
- Kelly Donovan.

## Producción